# Sandra Henke
Sandra Henke (* 1973 in Neuss) ist eine deutsche Schriftstellerin. Ihre Werke sind in den Genres Fantasy Romance, Krimis und Erotik angesiedelt. Einige ihrer Werke sind auch in Lizenzausgaben z. B. bei Heyne und Club Bertelsmann erschienen.

## Leben
Sandra Henke lebt in der Nähe von Köln und schreibt für mehrere große Verlagshäuser. Ihre erotischen Bücher handeln von dominanten Vampiren und Gestaltwandlern, romantischen Erziehungsspielen und Krimihelden. Seit 2013 veröffentlicht sie Krimis und Thriller unter dem offenen Pseudonym Laura Wulff.

## Werke

### Paranormal Romance
- Monster, mein! (2015, U-Line Verlag) ISBN 978-3-944154-38-1
- Alphadrache, (2014, U-Line-Verlag, Label: Eternal Love) Band 5 ISBN 978-3-939239-40-6
- Eisige Versuchung, (2013, U-Line-Verlag, Label: Eternal Love) ISBN 978-3-944154-01-5 – als E-Book erschienen im Heyne Verlag
- Alphaherz, (2013, U-Line-Verlag, Label: Eternal Love) Band 4 ISBN 978-3-939239-06-2
- Alphaluchs, (2012, U-Line-Verlag, Label: Eternal Love) Band 3 ISBN 978-3-939239-05-5
- Alphavampir, (2011, UBooks-Verlag) Band 2 ISBN 978-3-86608-140-6
- Alphawolf, (2010, UBooks-Verlag) Band 1 ISBN 978-3-86608-126-0
- Gebieter der Dunkelheit (2010, Plaisir d'Amour-Verlag) ISBN 978-3-938281-74-1
- Die Vampirloge Condannato (2008, Plaisir d'Amour-Verlag) ISBN 978-3-938281-55-0

### Erotische Krimis
- Das Geheimnis meines Meisters (2016, Mira Verlag) ISBN 978-3-95649-046-0
- Flammenzungen (2012, Mira-Verlag) ISBN 978-3-86278-456-1 – das E-Book ist im Dotbooks Verlag erschienen
- Jenseits aller Tabus (2011, Mira-Verlag) ISBN 978-3-89941-895-8 – das E-Book ist im Dotbooks Verlag erschienen
- Maske des Meisters (2009, Mira-Verlag) ISBN 978-3-89941-665-7 – das E-Book ist im Dotbooks Verlag erschienen
- Opfer der Lust (2008, Mira-Verlag) ISBN 978-3-89941-504-9 – das E-Book ist im Dotbooks Verlag erschienen
- Loge der Lust (2007, Mira-Verlag) ISBN 978-3-89941-391-5 – das E-Book ist im Dotbooks Verlag erschienen

### Erotik-Romane
- Mit starker Hand (2016, Heyne Verlag) ISBN 978-3-453-54576-2
- Das Lustroulette (2013, Heyne Verlag) ISBN 978-3-453-54557-1
- Im Schatten der Lust (2013, Neuauflage „Der Gebieter“, Heyne Verlag) ISBN 978-3-453-72302-3 – auch als Hörbuch erschienen im Audio Media Verlag
- Meister der Lust (2012, Heyne Verlag) ISBN 978-3-453-54548-9 – auch als Auslandslizenz in Italien erschienen
- Der Gebieter (2011, Heyne Verlag) ISBN 978-3-453-54541-0
- Die Mädchenakademie (2010, Heyne Verlag) ISBN 978-3-453-54532-8 – auch als Auslandslizenz in Litauen erscheinen
- Lotosblüte (2008, Plaisir d'Amour-Verlag) ISBN 978-3-938281-34-5